# Torodrilus lowryi
Torodrilus lowryi is een ringworm uit de familie van de Naididae. De wetenschappelijke naam van de soort is voor het eerst geldig gepubliceerd in 1970 door Cook.